# Сиена (провинция)
Сие́на (итал. Provincia di Siena) — провинция в Италии, в регионе Тоскана, административный центр — город Сиена. Площадь — 3 821 км², население — 260 882 жителей (2005), плотность населения — 68,3 чел./км². Состоит из 36 коммун, в том числе в столице. Граничит на севере с провинцией Флоренция, на северо-восток — Ареццо, на юго-востоке с провинциями Перуджа и Терни (регион Умбрия), на юге с провинцией Витербо (регион Лацио), на юго-западе с провинцией Гроссето и на западе с провинцией Пиза.

## История
С 1147 по 1559 годы на территории современных провинций Сиена и Гроссето существовала Сиенская республика, город-государство, на протяжении нескольких веков бывшее основным конкурентом и противником Флоренции в Средней Италии. Экономический расцвет Сиены пришёлся на XII—XIII века, когда республика входила в число крупнейших финансовых и торговых центров Италии и Европы, а также являлась культурным центром итальянского Проторенессанса. В 1557 году Сиенская республика перешла под власть флорентийских герцогов Медичи. В 1569 году стала частью Великого герцогства Тосканского, возникшего в результате экспансии Флорентийского герцогства. В 1860 году вместе со всем Тосканским герцогством вошло в состав Сардинского королевства, в 1861 году ставшего частью Итальянского королевства.
С 1945 года в провинции Сиена административные посты занимала Итальянская коммунистическая партия. С 1991 года руководство провинцией осуществляет коалиция левых сил.

## География
- Аббадия Сан Сальватаре
- Ашано